# Diplazium christii
Diplazium christii är en majbräkenväxtart som beskrevs av Carl Frederik Albert Christensen.
Diplazium christii ingår i släktet Diplazium och familjen Athyriaceae. Inga underarter finns listade i Catalogue of Life.